# Maigret al night-club
Maigret al night-club (titolo originale francese Maigret au « Picratt's »), pubblicato in traduzione italiana ora col titolo Maigret al Picratt's, è un romanzo poliziesco di Georges Simenon con protagonista il commissario Maigret, il trentaseiesimo della serie dedicata al celebre investigatore della polizia francese.
Simenon scrisse il romanzo nella sua grande proprietà, denominata Shadow Rock Farm a Lakeville (Connecticut), negli Stati Uniti d'America, dal 30 novembre all'8 dicembre 1950. Fu pubblicato in Francia nell'aprile del 1951 presso l'editore Presses de la Cité. Nel 1952, sempre in Francia, apparve anche una versione ridotta, a fumetti.
L'ambientazione del romanzo è a Parigi, nei quartieri di Pigalle e Montmartre, con riferimenti a Lisieux, Nizza, La Bourboule e La Roche-sur-Yon. L'azione si svolge nell'inverno del 1950: l'inchiesta dura due giorni.
Il titolo del libro fa riferimento al cabaret « Picratt's », il quale è un gioco di parole sul termine argot (cioè, nello slang) « picrate », che designa un vino rosso di scarsa qualità.

## Trama

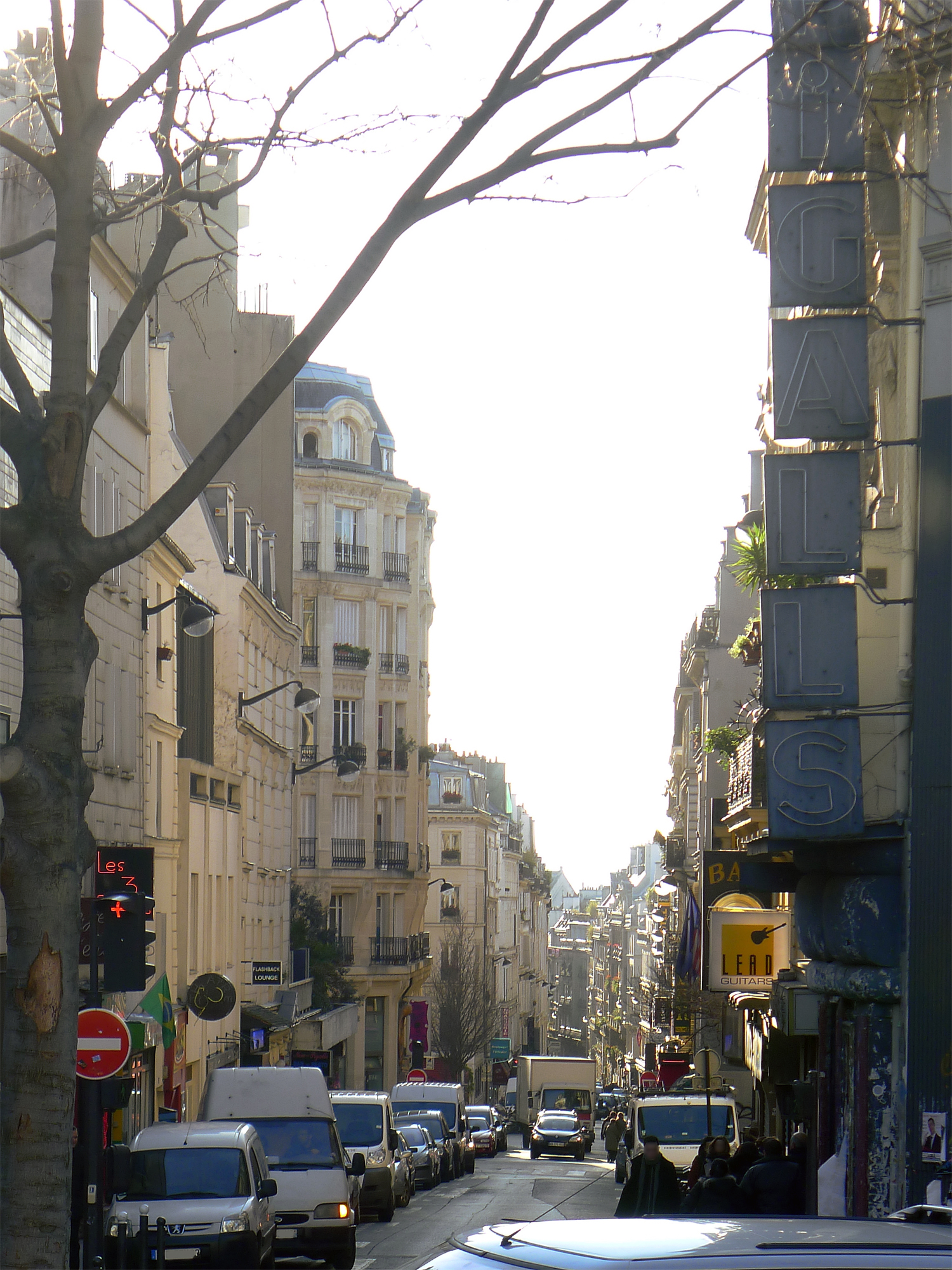
Rue Pigalle - Parigi

Arlette, una giovanissima spogliarellista di un infimo locale, il Picratt's, piuttosto alticcia, si reca a notte fonda ad un commissariato di periferia per informare di avere sentito, mentre era seduta in un separé del locale con un suo spasimante, due uomini di cui uno di nome Oscar, complottare per uccidere una non ben precisata “contessa”.
Condotta al Quai des Orfèvres e ripresasi dalla sbronza, mentre viene condotta ad un nuovo interrogatorio incontra per caso un giovane poliziotto, Lapointe: i due si fissano, sembrano conoscersi. Poco dopo ritratta quanto detto dicendo di esserselo inventata sotto l'effetto dell'alcol e torna a casa: qualche ora dopo Arlette viene trovata strangolata. Dalla autopsia si evidenzia che era molto più giovane di quanto i suoi documenti, falsi, dicevano e che si era sottoposta ad un aborto.
Iniziano le indagini. Lapointe confessa a Maigret di aver conosciuto per caso Arlette qualche tempo prima nel locale dove lavorava e di essersene innamorato tanto da insistere affinché lei smettesse e cambiasse vita. Era lui la persona con la quale si trovava la ragazza la sera prima ma né lui né il padrone del Picratt's dicono di aver visto i due uomini descritti da Arlette.
Una certa contessa, ormai alla deriva e dedita alla morfina viene effettivamente trovata uccisa anche lei strangolata nella casa in cui abitava. Arlette aveva mentito sul luogo in cui aveva saputo dell'omicidio ma aveva rivelato un indizio, dicendo il nome Oscar e dandone la descrizione.
Dalla foto pubblicata sui giornali la giovane viene identificata da una lontana parente che fornisce a Maigret informazioni che si riveleranno utili ai fini della indagine. La personalità di Arlette emerge pian piano. Aveva assunto una falsa identità e aveva conosciuto molti uomini, senza essere una vera prostituta. Tutte le persone che l'avevano conosciuta confessano la sensualità che emanava e che lo spogliarello per lei era una specie di atto narcisista e che per questo era particolarmente brava e, che nonostante i molti spasimanti, doveva essercene uno che la teneva particolarmente legata a sé: che nesso c'è tra Arlette e la Contessa? E chi è il fantomatico Oscar che nessuno nel quartiere conosce? La contessa, vedova da anni di un ricco austriaco dal quale aveva ereditato il titolo ed una fortuna dilapidata in eccessi, era stata sospettata a suo tempo di essere coinvolta nella morte del marito, indagine conclusa con il verdetto di suicidio.
Ispettore del quartiere in cui si sono verificati i due omicidi è Lognon, tipo bilioso quasi invidioso di Maigret e che vuole a tutti i costi dimostrarsi all'altezza della situazione. Lognon scova un giovane travestito, Philippe, in procinto di scappare in Belgio che frequentava la contessa e che come lei era dedito alla droga: forse sa qualcosa ma nonostante l'interrogatorio di Maigret non molla.
Indagando sul passato della contessa si scopre che ai tempi del matrimonio un certo Oscar era al servizio della coppia come autista. Si rintraccia altro personale allora alle dipendenze e i contorni di Oscar prendono forma: un uomo basso e muscoloso che suscita un fascino particolare sulle donne. Era originario di un paesino dove Arlette qualche anno prima aveva trascorso una specie di convalescenza. Maigret rilascia Philippe ma lo fa pedinare certo che se esiste un legame che lo lega all'omicidio, si recherà da Oscar per ricattarlo. Maigret ipotizza che Oscar abbia sedotto Arlette e che, a conoscenza delle cause della vera morte del conte austriaco, da tempo ricattasse la contessa suggerendo ad Arlette, sua amante, l'idea di derubare la contessa degli ultimi gioielli. A sua volta Arlette, forse desiderosa di cambiare vita e sotto le insistenze del giovane Lapointe, aveva pensato di rivelare alla polizia quello che sapeva; qualcosa però non era andata per il verso giusto. La scoperta che Lapointe era un poliziotto l'aveva fatta ritornare sui propri propositi e nello stesso tempo Oscar si era sentito tradito avendo visto Arlette andare dalla polizia?
Sono solo ipotesi che non avranno spiegazione perché Oscar verrà ucciso da Lapointe, mentre tenta di sfuggire ai poliziotti che stavano cercando di arrestarlo.

## Adattamenti

### Cinema
Maigret a Pigalle, film franco-italiano del 1967, per la regia di Mario Landi, adattamento di Sergio Amidei, con Gino Cervi nella parte di Maigret.

### Televisione
- Episodio dal titolo Murder in Montmartre, primo della serie televisiva Maigret, trasmesso per la prima volta sulla BBC il 31 ottobre 1960, con Rupert Davies nel ruolo del commissario Maigret.
- Episodio dal titolo Moord op Montmartre, di una serie televisiva olandese in 6 puntate, trasmesso per la prima volta il 18 dicembre 1964, con Kees Brusse nel ruolo del commissario Maigret.
- Episodio dal titolo Keishi to Monmarutoru no onna di una serie televisiva giapponese per la regia di Fukumoto Yoshito, con Kinya Aikawa nella parte di Maigret trasmessa nel 1978.
- Episodio dal titolo Maigret au Picratt's, facente parte della serie televisiva Les enquêtes du commissaire Maigret per la regia di Philippe Laik, trasmesso per la prima volta su Antenne 2 il 23 ottobre 1985, con Jean Richard nel ruolo del commissario Maigret.
- Episodio dal titolo Maigret et les plaisirs de la nuit, facente parte della serie televisiva Il commissario Maigret per la regia di José Pinheiro, trasmesso per la prima volta il 7 giugno 1992, con Bruno Cremer nel ruolo del commissario Maigret. In Italia l'episodio è trasmesso col titolo Maigret e i piaceri della notte.
- Episodio dal titolo Maigret at Picratt’s, del 2017, ultimo della serie inglese di ITV, interpretato da Rowan Atkinson nel ruolo di Maigret.

## Edizioni italiane
- Maigret al night-club, traduzione di Sarah Cantoni, Collana Il girasole. Biblioteca Economica n°15, Milano, Mondadori, 1954. - Il girasole n.146, Mondadori, 1960; Collana Le inchieste del commissario Maigret n.23, Mondadori, 1967; Collana Oscar n.241, Mondadori, 1969.[1]
- Maigret al night-club, traduzione di Emanuela Fubini, Collana Oscar Gialli n.236, Milano, Mondadori, 1991.
- Maigret al Picratt's, traduzione di Giulio Minghini, Collana gli Adelphi. Le inchieste di Maigret n°200, Milano, Adelphi, 2001, ISBN 978-88-459-1668-7.
- in  I Maigret 8, Collana Maigret, Milano, Adelphi, 2015, ISBN 978-88-459-2968-7. - nuova ed., Adelphi, 2019, ISBN 978-88-459-3380-6.